# Большевик (Вязниковский район)
Большевик  — упразднённый в 1959 году посёлок Никологорского поссовета Никологорского района Владимирской области РСФСР. Включён в черту рабочего посёлка Никологоры, районного центра (на 2023 год — административный центр муниципального образования «Поселок Никологоры» в Вязниковском районе Владимирской области).

## Топоним
По названию фабрики «Большевик». 

## География
Расположен был примерно в 12 километрах от железнодорожной станции Сеньково (на линии Ковров — Нижний Новгород).

## История
Упразднён Решением Владимирского облисполкома № 737 от 29.11.1959.